# Huset Normandiet
Huset normandiet er den normale betegnelse for familien som var grever af Rouen, hertuger af Normandiet og konger af England lige efter den normanniske erobring af England og frem til Huset Plantagenet fik magten i 1154. Familien inkluderer vikingen Rollo og hans efterkommere, Vilhelm Erobreren og hans arvinger frem til 1135. Efterfølgende kom det til disput mellem Vilhelms børnebørn, Matilda, hvis mand Geoffrey grundlagde Angevin-dynastiet, og Stefan fra Huset Blois (eller Blesevin-dynastiet).
De normanniske grever af Rouen var:
- Rollo, 911–927
- Vilhelm Langsværd, 927–942

De normanniske hertuger af Normandiet var:
- Richard 1., 942–996
- Richard 2., 996–1027
- Richard 3., 1026–1027
- Robert 1., 1027–1035
- Vilhelm, 1035–1066 (blev konge af England som Vilhelm Erobreren)

De normanniske monarker af England og Normandiet var:
- Vilhelm Erobreren, 1066–1087
- Vilhelm 2., 1087–1100 (ikke hertug af Normandiet)
- Robert 2., 1087–1106 (ikke konge af England)
- Henry 1., 1100–1135; 1106–1135
- Vilhelm Adelin, 1120 (ikke konge af England)
- Matilda, 1135–1153[1]
- Stefan (ikke-agnatisk; et medlem af Huset Blois), 1135–1154

Normanniske grever af Flandern:
- William Clito (r. 1127–1128), søn af Robert Curthose, oldebarn af Baldwin 5., tilegnet af Ludvig 6. af Frankrig